# الساندرو بورخسه
الساندرو بورخسه (انگلیسی: Alessandro Borgese؛ زادهٔ ۹ مهٔ ۱۹۸۵) بازیکن فوتبال اهل ایتالیا است.
از باشگاه‌هایی که در آن بازی کرده‌است می‌توان به باشگاه فوتبال آنکونا، باشگاه فوتبال پروجا، باشگاه فوتبال مونتسا، و باشگاه فوتبال ساسولو اشاره کرد.